# Wilhelm Raab (Maler)
Wilhelm Raab (* 8. Oktober 1907 in Frankfurt am Main; † 6. August 1989 ebenda) war ein deutscher Maler, wissenschaftlicher Zeichner und Grafiker. Raabs Werk besteht aus Landschaftsdarstellungen, insbesondere Aquarellen, Pastellen, Gouachen und Temperabildern sowie zahlreichen Zeichnungen, vorwiegend Genredarstellungen, Porträts und sozialkritischen Skizzen aus seiner Heimatstadt Frankfurt am Main und Umgebung.
Seine Werke sind in den 1970er und 1980er Jahren in Einzelausstellungen in Frankfurt, unter anderem im Historischen Museum, sowie auch international in zahlreichen Gemeinschaftsausstellungen Frankfurter Künstler in Washington D.C., Paris, Kairo und Shanghai ausgestellt worden. Sie errangen auch einige Auszeichnungen, unter anderem den Studienpreis der Heussenstamm-Stiftung 1977.

## Leben und Werk

### Kindheit und Jugend
Wilhelm Raab kam am 8. Oktober 1907 in Frankfurt am Main zur Welt und besuchte im Grundschulalter zunächst die Merianschule und dann die Linnéschule. Sein Vater Johann Raab, Schneider, stammte aus Hofstetten/Bayern. Schon früh entdeckte Wilhelm seine Leidenschaft für das Zeichnen. Sein erster Zeichenlehrer war Heinz Schopp, selbst Künstler und Mitglied der Frankfurter Künstlergesellschaft.
Nach dem Ersten Weltkrieg reiste Raab im Alter von 11 Jahren in die Schweiz, in das Berner Oberland, wo er erste Naturzeichnungen von seinen Entdeckungen auf Wanderschaft anfertigte. Nach Abschluss seiner Schulzeit absolvierte Raab, dem Wunsch seines Vaters nach einer „soliden Berufsausbildung“ folgend, eine Lehre zum Mechaniker in einem Betrieb im Frankfurter Stadtteil Bornheim.

### Frühwerk
Als Geselle gegen Ende der 1920er Jahre fand er aufgrund der lokalen Auswirkungen der Weltwirtschaftskrise zunächst keine Anstellung und verdiente mit Gelegenheitsjobs, unter anderem auf Baustellen, mit Botengängen oder durch Transporte von Kohle sein erstes Geld.
1927 lernte Raab den damaligen Beckmannschüler (Link zu Max Beckmann) Theo Garve kennen, der später Professor und Leiter der Zeichenklasse an die Kunsthochschule Hamburg berufen wurde. Garve war ebenfalls auf dem Umweg über eine handwerkliche Lehre zur Kunst gekommen und so bestand von Beginn an ein enger Draht zwischen den beiden Malern, die sich in den Folgejahren in der Frankfurter Umgebung, im Stadtwald und am Main immer wieder trafen und zusammen malten. Garve als Meisterschüler Beckmanns vermittelte dem fünf Jahre jüngeren Wilhelm Raab in dieser Zeit vor allem akademische Grundlagen des Malens und Zeichnens und das Wesen des Künstlerberufs. Raab profitierte dabei von vielen Unterstützungsarbeiten, zu denen Garve ihn bei seinen Auftragsarbeiten einlud.
Der Einfluss von Theo Garve und damit indirekt von Max Beckmann spiegelt sich in den Werken Raabs der 1920er und 30er Jahre wider (Auswahl):
- „Stillleben mit Stuhl und Kanne.“ Öl auf Karton 1929.
- „Eltern im Theater.“ Öl auf Leinwand 1929.
- „Straßenszene.“ Öl auf Leinwand 1931.

### Drittes Reich und Zweiter Weltkrieg
Nach Hitlers Machtergreifung und der folgenden politischen und gesellschaftlichen Veränderungen in Deutschland, verändert sich auch Raabs Werk in Richtung Ungewissheit, Angst und Schwermut. Werke aus dieser Zeit (Auswahl):
- „Blick von der Alten Brücke zur Obermainbrücke.“ Federzeichnung 1933.

- „Bagger-Kahn an der Obermainbrücke.“ Pastell 1933.
- „Straße in Nied (Frankfurt).“ Öl auf Leinwand 1934.
- „Zirkus.“ Öl auf Leinwand 1935.

Unsicher war auch Raabs Einkommen in dieser Zeit. Eichler beschreibt, dass Raab in den 1930er Jahren einige Male den Job wechselte und zeitweilig auch in Magdeburg als Mechaniker und Dreher gearbeitet hatte. In dieser wechselvollen und ungewissen Zeit heiratet Raab im September 1935 schließlich seine Lebenspartnerin Lydia Bär.
Bei Kriegsausbruch im September 1939 werden Garve und Raab zum Kriegsdienst eingezogen. Raab wird aufgrund seiner Ausbildung als Mechaniker einem Rüstungsbetrieb als Dreher zugewiesen. Bei einem Fliegerangriff der Alliierten auf Frankfurt wird Raab an der rechten Schulter schwer verletzt, was die Funktionsfähigkeit seines rechten Armes für längere Zeit einschränkte, so Eichler/Raab.
Die Folgen der Luftangriffe auf Frankfurt und die damit verbundenen Zerstörungen standen fortan im Mittelpunkt seines Werks (Auswahl):
- „Die Zeil nach einem Luftangriff.“ Pastell 1944.
- „Der Roßmarkt nach dem Luftangriff.“ Vorbereitende Federskizze 1944.
- „Mainpartie am Eisernen Steg nach der Zerstörung.“ Öl auf Leinwand 1945.
- „Am Opernplatz.“ Lavierte Tuschzeichnung 1945.

### Nachkriegszeit
Nach Kriegsende tritt Raab dem Berufsverband Bildender Künstler bei und widmet sich in seiner künstlerischen Tätigkeit den vielen Räum- und Bauplätzen im Zuge des Wiederaufbaus. Bauplätze waren bereits in seinem Zusammenwirken mit Garve um 1930 zu einem beliebten Motiv Raabs geworden - nun stellt Raab dieses Motiv in den Mittelpunkt seiner Gemälde und Zeichnungen. Von der dampfenden Trümmerbahn, die einen behäbigen Passanten umzufahren droht bis hin zu den detailreichen, mit vielen Rechtecken gestalteten Baugerüsten an den Fassaden strahlt sein Werk eine Resilienz und Wiederaufbaudynamik der späten 1940er und frühen 1950er Jahre aus, die im Kontrast zu den masseartig dargestellten verheerenden Zerstörungen in der Stadt dargestellt sind (Auswahl):
- „Die Paulskirche bei der Wiedereinweihung.“ Pastell 1948
- „Die Trümmerbahn im Baumweg.“ Öl auf Hartfaser 1948.
- „Goethehaus im Wiederaufbau.“ Öl auf Hartfaser 1949.
- "Wiederaufbau des Postamtes 1 in Frankfurt. Lavierte Tuschzeichnung 1952.

Aus der künstlerischen Tätigkeit Raabs in dieser Trümmer- und Wiederaufbauzeit konnte das Ehepaar Raab keinen hinreichenden Lebensunterhalt generieren, so dass Wilhelm wieder unterschiedliche Gelegenheiten für ein Einkommen nutzte, so etwa übernahm er die am Ebelfeld in Praunheim gelegene Werkstatt von Fritz Schwarz und fertigte dort Dekorationen und Stückformen für eine Wachsfabrik an, gab Werk- und Malkurse für Kinder und stellte Anschauungsmaterial für Schulen her.
1955 nahm Wilhelm Raab eine Anstellung als wissenschaftlicher Zeichner am Frankfurter Museum für Vor- und Frühgeschichte an. Fortan hatte Raab seinen Arbeitsplatz im Holzhausenschlößchen und zeitweise eben an den verschiedenen archäologischen Grabungsstätten in Heddernheim, in der Römerstadt, im Stadtwald, auf dem Römerberg und im Saalhof. Zahlreiche Werke Raabs beschäftigen sich mit ihm in seiner neuen, dauerhaften beruflichen Tätigkeit als wissenschaftlicher Zeichner, mit den Grabungen und den Menschen, mit denen er zu tun hatte.
1956 wird Wilhelm Raab Mitglied der 1857 gegründeten Frankfurter Künstlergesellschaft, wo er Kontakt zu einer Vielzahl von Künstlern bekam, unter anderem zu Wilhelm Kempin, Jakob Happ, Josef Coreggio, Wilhelm Lefèbre, August Bischof, Richard Enders, Karl Luckhardt, Karl Busch, Carl und Fritz Fischer, Helmut Tamm und Adolf Kammermeier. Durch diese Verbindung erhielt Raab zahlreiche Möglichkeiten zur Ausstellung seiner Gemälde und Zeichnungen, so in der Galerie im Rahmhof, im Steinernen Haus, bei der Heussenstamm-Stiftung und bei Weihnachtsmärkten Bildender Künstler. Durch Raabs Festanstellung im Museum für Vor- und Frühgeschichte baute der Frankfurter Maler seine Netzwerke überdies zu Archäologen und Historikern auf, die auch auf seine privat angefertigten Werke aufmerksam wurden.
Raabs Werke aus dieser Zeit zwischen Wiederaufbau und bis Ende der 1960er Jahre beschäftigen sich mit seinem Leben in Frankfurt und Umgebung, mit seiner beruflichen Tätigkeit, mit Landschaften sowie den Menschen, mit denen er in Ausflügen und Urlauben sowie am Arbeitsplatz in Kontakt trat (Auswahl):
- "Eine Schülerin. Sepia Tusch/Pinselzeichnung. 1954.
- "In der Bar in Paris. Pastell 1954.
- "Elly Ney im Konzert in Frankfurt. Aquarellierte Tuschzeichnung 1958.
- „Jongleure bei der Probe.“ Federzeichnung 1958.
- „Dr. Otto Stamm im Saalhof fotografierend.“ Sepiazeichnung 1958.
- "Grabungsarbeiter in der Mittagspause. Federzeichnung 1960.
- „Im Hafen der Insel Fehmarn.“ Tempera 1960.
- „Partie am Mainufer.“ Federzeichnung 1961.
- „An der Nordsee bei Koudekerke (Holland).“ Tempera 1961.
- „Sommertag in Hausen.“ Aquarell 1964.
- „Delfthafen in Rotterdam.“ Gouache 1968.
- „Schiffe am Rhein.“ Lavierte Tuschezeichnung 1968.
- „Malergruppe.“ Lavierte Pinselzeichnung 1969.

### 1970er bis 80er Jahre
Insbesondere zwischen 1962 und den 1980er Jahren erschuf Wilhelm Raab viele farbenreiche Aquarelle, die für sein Spätwerk typisch sind. Raab wurde 1972 pensioniert und wollte sich nun in Vollzeit seiner künstlerischen Tätigkeit widmen. Ungefähr zeitgleich mit seiner Pensionierung erkrankte jedoch seine Ehefrau Lydia Raab, die er fortan und bis zu ihrem Tod im Jahr 1979 häuslich pflegte. In dieser Zeit malte Raab vorwiegend nachts, da er nur selten eine Unterstützung für die Tagespflege seiner Frau finden konnte. Nachdem Lydia Raab verstorben war, verarbeitete Raab die damit einhergehenden Gedanken und Gefühle in seinen Werken, die Trauer, Melancholie und Einsamkeit ausdrückten. Dann nahm Raab eine Einladung eines befreundeten Künstlerpaares auf Formentera an, wo er durch die Fürsorge und die Umgebung wieder Lebensmut schöpfen konnte. In Frankfurt lernte er später eine neue Lebensgefährtin kennen, die er schließlich heiratete und in 1986 porträtierte („Bildnis Gerda Raab.“ Pastell 1986).
Wilhelm Raab war in den 70er und 80er Jahren auch in einigen Einzelausstellungen in seiner Heimatstadt präsent, so etwa 1976 in der Galerie Joseph Fach, 1984 im Frankfurter Künstlerclub und 1989 kurz vor seinem Tod in der Ausstellung „Frankfurt zum Aufbauen, Bilder der zerstörten Stadt nach 1944“ im Historischen Museum.

## Typische Motive
Raabs Werke lassen sich in die Tradition des europäischen Realismus und des Impressionismus einordnen. 
Typische Motive seiner Malerei und Zeichnungen: Landschaften, Straßenszenen, Bauplätze, Monumente, Bäume, Strände und Häfen, Menschen, Stillleben.

## Zitate über Wilhelm Raab
„Ob als Zeichner oder Maler - Raab arbeitet stets rasch und sicher. Seine Vorliebe gilt daher auch dem Aquarellieren, einer Maltechnik im Zeitraffertempo, bei der nachträgliche Korrekturen nicht mehr möglich sind, deren künstlerische Aussage geschehen sein muss, ehe das Papier wieder getrocknet ist. Dieser Künstler weiß genau, wie er ein Motiv zu formen hat.“
„Raabs Lehrmeisterin war überwiegend die Natur, und deshalb ist es auch nicht verwunderlich, dass Landschaftsdarstellungen seine Stärke sind. Bäume betrachtet er als Individuen, er schafft regelrechte Baumportraits und wird nicht müde, bizarre Wachstumsformen zu studieren.“
„Vor allem verdienen aber Raabs Frankfurter Stadtlandschaften Beachtung, die nicht nur künstlerischen, sondern auch dokumentarischen Wert haben.“
„Die beiden Serien von Zerstörung und Wiederaufbau der Stadt Frankfurt sind ein besonderes Geschenk des Malers an seine Heimatstadt. [...] Mit seinen gemalten Reportagen von den Verwandlungen seiner Heimatstadt innerhalb entscheidender Jahrzehnte und seinen Landschaften aus der Region hat er einen sehr persönlichen Beitrag zur Frankfurter Malerei seines Jahrhunderts geleistet.“